# Jan Bendig
Jan Bendig (* 14. února 1994 Hradec Králové) je český zpěvák romské národnosti.

## Životopis
Vyrůstal v Třebechovicich pod Orebem. Má čtyři sourozence. V dětském věku navštěvoval chlapecký pěvecký sbor Boni pueri. Na Mezinárodní konzervatoři v Praze studoval obor Populární zpěv. Od 12 let žil s rodinou tři roky v anglickém Liverpoolu. V tomto období vystupoval s kapelou otce Gipsy Brothers. V roce 2008 vyhrál v Liverpoolu pěveckou soutěž Academy Idol. Z Velké Británie se s rodinou vrátil do České republiky. V roce 2009 se zúčastnil první řady pěvecké soutěže Česko Slovenská SuperStar, v níž postoupil do 7. finálového kola a obsadil tak celkově 4. místo.
Po soutěži se začal věnovat samostatné hudební kariéře. Účinkoval na společenských akcích typu České Miss a Muž roku, zúčastnil se charitativních a benefičních koncertů. Roku 2010 se zpěvačkou Ewou Farnou nazpíval titulní píseň k hudebnímu filmu Camp Rock 2: Velký koncert. Podílel se také na vzniku písně a videoklipu k filmu Bastardi. V druhém díle si zde zahrál dokonce menší roli. O rok později ztvárnil hlavní roli v komedii Školní výlet. V roce 2010 se stal hostem vánočního koncertu Hany Zagorové v pražské Lucerně. V témže roku obdržel nominaci v kategorii Objev roku v hudební anketě Český Slavík Mattoni. Osmnácté narozeniny oslavil v pražském Paláci Ilusion, kam pozval řadu kolegů, a kde také představil debutový videoklip k singlu „Sweet 17“.
V roce 2012 učinil coming out a uvedl, že je gay. Jeho partnerem a zároveň manažerem je Lukáš Rejmon. 

## Kontroverze

### Zinscenovaný útok moukou
Dne 24. listopadu 2023 na předávání hudebních cen Český slavík byl Jan Bendig konfrontován neznámým útočníkem, který podle serveru Super.cz s výkřikem: "cikáne" vrhl na zpěváka pytlík mouky a okamžitě utekl. Bendig byl dle svého vyjádření na sociálních sítích „totálně zlomen“, a odmítl spekulace, že útok byl zinscenován. „Furt nenalézám ty správný slova co k tomu říct. Mrzí mě to. Opravdu moc. To, že celej život musím stále určité lidi přesvědčovat o tom, ať mě neházejí do jednoho pytle a nekoukají na mě skrz prsty, je už někdy psychicky fakt unavující. Nebudu lhát, ale včera mě to chvíli po tom incidentu totálně zlomilo a nevěděl jsem, co si mám myslet a co dělám špatně…,“ napsal Bendig na svém Facebooku. „Nechci, aby se tahle věc zvrtla v nějaký rasistický podtext a následnou pomstu. Násilí totiž plodí další násilí. A tady na světě je ho už i tak dost. Ukažme lidem co rádi používají předsudky proti nám romákům nebo lidem z jinou orientací či národností, že jsme a budeme vždy nad věcí a budeme dělat inspirativní věci, které jednou změní celkové vnímání nás všech.“ Podle vyšetřování policie ale Bendig lhal, útok moukou byl totiž dopředu domluven, a oběma aktérům hrozí pokuta za přestupek křivého vysvětlení.